# 黑小褐鱈
黑小褐鱈，為輻鰭魚綱鱈形目稚鱈科的其中一種，分布於東大西洋地中海西部、馬得拉群島海域，深度100-783公尺，為深海魚類，體長可達30公分，棲息在底中層水域，生活習性不明。

## 扩展阅读
維基物種上的相關：黑小褐鱈